# Elmberggräben
Als Elmberggräben werden acht Bäche im statistischen Bezirk Dornach-Auhof der Stadt Linz bezeichnet.

## Verlauf
Die acht Elmberggräben entspringen an den Südabhängen des Elmbergs. Sie werden von West nach Ost durchnummeriert, wobei die Elmberggräben 1–3 am Rande des besiedelten Gebietes von Auhof in die Kanalisation der Linz AG münden. Die Elmberggräben 4 und 5 münden am Nordrand des Geländes der Universität Linz in die Kanalisation, während die Elmberggräben 6 und 7 wieder am Rande von Wohnsiedlungen in das Kanalnetz münden. Der Elmberggraben 8 mündet hingegen in ein künstlich angelegtes Gerinne ein, das östlich des zum Universitätsgelände gehörenden Science Parks herumgeführt wurde. Die Fortsetzung dieses Grabens wird als „Auhofbach“ oder „Aufhofgrabenbach“ bezeichnet.

## Liste der Elmberggräben
Die Tabelle enthält im Einzelnen folgende Informationen:
| Name:          | Bezeichnung des Baches                           |
| Einzugsgebiet: | Das Einzugsgebiet des Baches in Quadratkilometer |
| Gefälle:       | Mittleres Gefälle des Baches                     |

| Name            | Einzugs- gebiet | Gefälle |
| --------------- | --------------- | ------- |
| Elmberggraben 1 | 0.07            | 26,8 %  |
| Elmberggraben 2 | 0.08            | 34,9 %  |
| Elmberggraben 3 | 0.09            | 18,8 %  |
| Elmberggraben 4 | 0.33            | 17,0 %  |
| Elmberggraben 5 | 0.25            | 15,8 %  |
| Elmberggraben 6 | 0.25            | 14,11 % |
| Elmberggraben 7 | 0.16            | 11,43 % |
| Elmberggraben 8 | 0.10            | 6,7 %   |